# Leptophis mexicanus
La culebra perico mexicana (Leptophis mexicanus), es una especie de culebra que pertenece a la familia Colubridae. Su área de distribución incluye México, Belice, Guatemala, El Salvador, Honduras, Nicaragua, y Costa Rica.
El género Leptophis contiene a los colubridos conocidos como raneras. Esta culebra perico mexicana también es conocida como ranera mexicana. Los machos de estas medianas y delgadas serpientes alcanzan una longitud hocico-cloaca de cerca de 880 mm, y la larga cola de aproximadamente 500 mm. Esta culebra tiene cabeza moderadamente alargada, ojos grandes y pupilas redondas. Presenta 15 filas de escamas dorsales a mitad del cuerpo. Las escamas medio dorsales son quilladas o lisas, especialmente las de la primera fila de escamas. La cabeza y la nuca son de un verde azuloso dorsalmente. Una línea negra se extiende del rostrum a través del ojo y posteriormente sobre las escamas laterales, las cuales son de un verde brillante bordeado en negro. Esta culebra se distribuye desde Tamaulipas, por la vertiente del Atlántico, y desde Nayarit, por la vertiente del pacífico hacia el sur juntándose ambas en el Istmo de Tehuantepec y continuándose hacia toda la Península de Yucatán hasta Sudamérica (Duellman, 1965; Smith y Smith, 1976; Flores y Gerez, 1994; Lee, 1996, Campbell, 1998). Se ha reportado para varias localidades de los estados de Campeche, Nayarit, San Luis Potosí, Jalisco, Tamaulipas, Puebla, Guerrero, Veracruz, Oaxaca, Tabasco, Chiapas, Yucatán y Quintana Roo.
El hábitat de esta especie se encuentra principalmente en lugares de vegetación densa, acostumbra refugiarse en la base da las hojas de las palmas, en enramadas y con frecuencia en bromelias. Las condiciones del hábitat varían mucho, se les puede encontrar en selvas altas, medianas y bajas, o en bosque espinoso o palmares. El clima dominante a lo largo de la distribución de la especie comprende varios tipos de orden tropical. La NOM-059-SEMARNAT-2010 la tiene considerada en sus listas como Amenazada. IUCN 2019-1 la considera como de Preocupación menor. Uno de los principales factores de riesgo, al igual que en la mayoría de las especies, es la pérdida del hábitat natural por cambios en el uso del suelo. El color tan llamativo de esta especie provoca cierto temor o fascinación por lo que en muchas comunidades se les extermina o captura con la finalidad de comerciar con esta; no se conoce a detalle cual es la magnitud de estas actividades pero se estima que sus efectos pueden ser lamentables en caso de no controlarse.

## Subespecies
Se distinguen las siguientes subespecies:
- Leptophis mexicanus hoeversi Henderson, 1976
- Leptophis mexicanus mexicanus Duméril, Bibron & Duméril, 1854
- Leptophis mexicanus septentrionalis Mertens, 1972
- Leptophis mexicanus yucatanensis Oliver, 1942